# Marsilea exarata
Marsilea exarata är en klöverbräkenväxtart som beskrevs av Addison Brown. Marsilea exarata ingår i släktet Marsilea och familjen Marsileaceae. Inga underarter finns listade.